# Кросс-кантри элиминатор
Кросс-кантри элиминатор (XCE) — разновидность кросс-кантри, в которой четыре гонщика соревнуются друг с другом в каждом заезде. В этой дисциплине объединяются элементы Байкеркросс (4X) и Кросс-кантри (XCO).
Согласно правилам, сначала проводится квалификация. Каждый велосипедист проезжает трассу на время. После чего участников всех категорий разбивают на четверки. Только два первых гонщика попадают в следующий раунд, а два других выбывают из гонки.
Обычно, гонка проходит на трассе длинною от 500 до 1000 метров. Заезд длится не более 3 минут. Соревнования по кросс-кантри элиминатор (XCE), могут быть организованы как на городском, так и на природном треке с естественными или искусственными препятствиями.
Впервые этот вид спорта был внедрен в 2010 году в немецкой Бундеслиге, а в 2011-м успешно протестирован Международным союзом велосипедистов в Долби Форест (Великобритания) и в Нове-Место-на-Мораве (Чехия). Первый кубок мира по кросс-кантри элиминатор состоялся 13 апреля 2012 года в Уффализ (Бельгия). Среди мужчин победителями стали Брайан Лопес (США), и Энни Ласт (Великобритания).